# Pchła szczurza
Pchła szczurza (Xenopsylla cheopis) – zwana również pchłą szczurzą tropikalną lub pchłą dżumową.
Występuje w krajach podzwrotnikowych. Pochodzi z Indii, zawleczona przez szczury na statkach do wielu miast portowych. Notowana w Polsce.
Pasożytuje na skórze człowieka, szczura śniadego, szczura wędrownego rzadziej myszy domowej.
Samiec X. cheopis osiąga wielkość 1,4–2,0 mm długości, samica jest większa i mierzy 2,1 – 3 mm długości.
Do rozwoju potrzebuje warunków podobnych jak pchła ludzka. Swą budową przypomina pchłę ludzką.

## Rozwój
Zapłodnione samice po napiciu się krwi składają jaja. Po 2–10 dni wykluwają się larwy. Stadium larwalne trwa  12 – 84 dni, zaś stadium poczwarki trwa 7 – 182 dni.
Chorobotwórczość
Przenosi zarazki duru plamistego endemicznego szczurzego, gorączki rzecznej, kiedyś zarazki dżumy. Pchły w stadium larwalnym mogą zarażać się i być żywicielami pośrednimi tasiemców Dipylidium i Hymenolepis.
Średnia liczba pcheł na 1 szczura badanej populacji stanowi wskaźnik pchli.
Zwalczanie
Statki przypływające z krajów tropikalnych poddaje się fumigacji dwusiarczkiem węgla lub preparatami cyjanowymi, na linach cumowniczych zakłada się tarcze zapobiegające przedostawaniu się szczurów z lądu na statek i odwrotnie. Preparat Karbosep w miejscach gnieżdżenia się lub na wybiegu gryzoni.